# Beurenhof

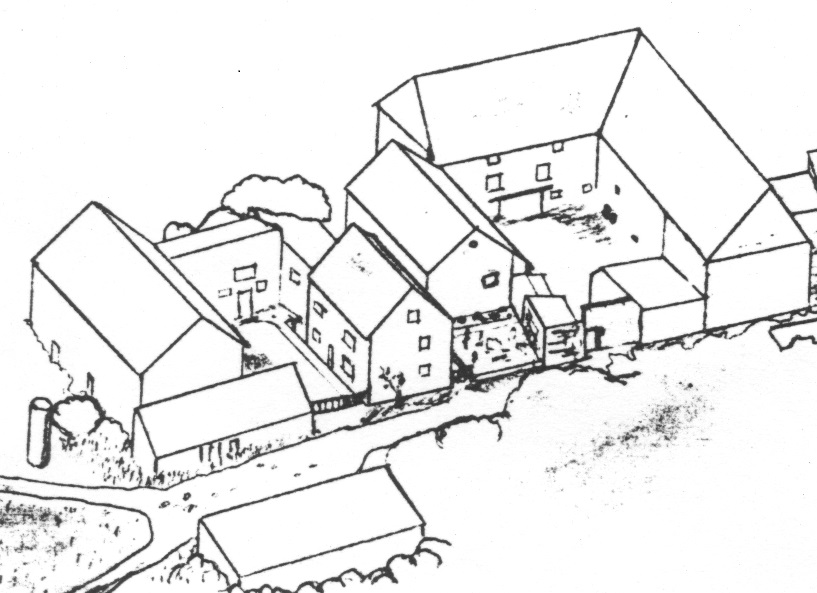
Der Beurenhof um 1980 aus der Vogelperspektive

Der zur Ortsgemeinde Treis-Karden im rheinland-pfälzischen Landkreis Cochem-Zell gehörende, auf dem Beurenkern gelegene Beurenhof ist einer der fünf zum Ortsteil Treis zählenden Höfe, zu dem auch eine unter Denkmalschutz stehende Fachwerkkapelle aus dem 17. oder 18. Jahrhundert gehört.

## Geschichte
Der Beurenhof wurde erstmals in einem Pachtbrief des Kardener St.-Castor-Stifts von 1234 erwähnt. Das ist die früheste Erwähnung eines heute noch existierenden Treis-Kardener Hofes. Ursprünglich wahrscheinlich Eigengut der Frei von Treis, war ein Teil des Hofes später Lehen der Dompropstei Trier, mit dem bis zum 19. Jahrhundert unter anderem die Familien von Eltz, von dem Geisbusch, Schönhals von Albrechtsrode, von Arenthal und Greiffenclau zu Vollrads belehnt wurden.
Einen Teil des Hofes stiftete Margaretha Frei von Treis zwischen 1262 und 1275 dem Kloster Maria Engelport, das sich mit den adeligen Besitzern einen gemeinsamen Hofmann teilte.

## Hofleute und bürgerliche Besitzer

Die Familie Zilles-Kläsges um 1930 vor ihrem Wohnhaus

Die ersten Hofleute (Pächter) waren die Familien Seitz (urkundlich 1601), Fohrmann, Esch (ab 1647) und Bleser (ab ca. 1662 bis 1805).
Im Rahmen der während der sogenannten Franzosenzeit erfolgten Säkularisation kaufte der Pächter Michael Bleser ab 1805 die verschiedenen Hofanteile. Zwischen den 1820er und 1860er Jahren folgten für jeweils wenige Jahre die Familien Brachtendorf, Mais, Halfen und Wellems als Besitzer. Die gegen Ende des 19. Jahrhunderts folgenden Familien Ring und Zilles-Kläsges-Pies sind noch heute auf dem Beurenhof ansässig.